# 米爾斯鎮區 (密歇根州奧格莫縣)
米爾斯鎮區（英語：Mills Township）是位於美國密歇根州奧格莫縣的一個行政鎮區。

## 地方資料
米爾斯鎮區的面積為92.13平方千米，當中陸地面積為83.63平方千米，而水域面積為8.50平方千米。根據2020年美國人口普查的數據，當地共有人口3973人，而人口密度為每平方千米43.12人。